# Lac de l'Œuf
Le lac de l'Œuf est un lac pyrénéen français situé administrativement dans la commune de Bagnères-de-Bigorre dans le département des Hautes-Pyrénées en région  Occitanie.
Le lac a une superficie de 0,3 ha pour une altitude de 1 919 m.

## Géographie
Administrativement, il se trouve dans le territoire communal de Bagnères-de-Bigorre, dans la vallée de Lesponne,département des Hautes-Pyrénées, en région Occitanie.

### Topographie
|                                  |                          | Cabanes de Conques          |
| Crête de Conques                 | lac de l'Œuf             | Lac d'Aygue Rouye (1 595 m) |
| Pic du Midi de Bigorre (2 876 m) | La Montagnette (2 066 m) |                             |

## Protection environnementale
Le lac fait partie d'une zone naturelle protégée, classée ZNIEFF de type 1 : Montagne du Liset de Hount blanque et Aygue Rouye à la Montagnette et de type 2 : Bassin du haut Adour.

## Images

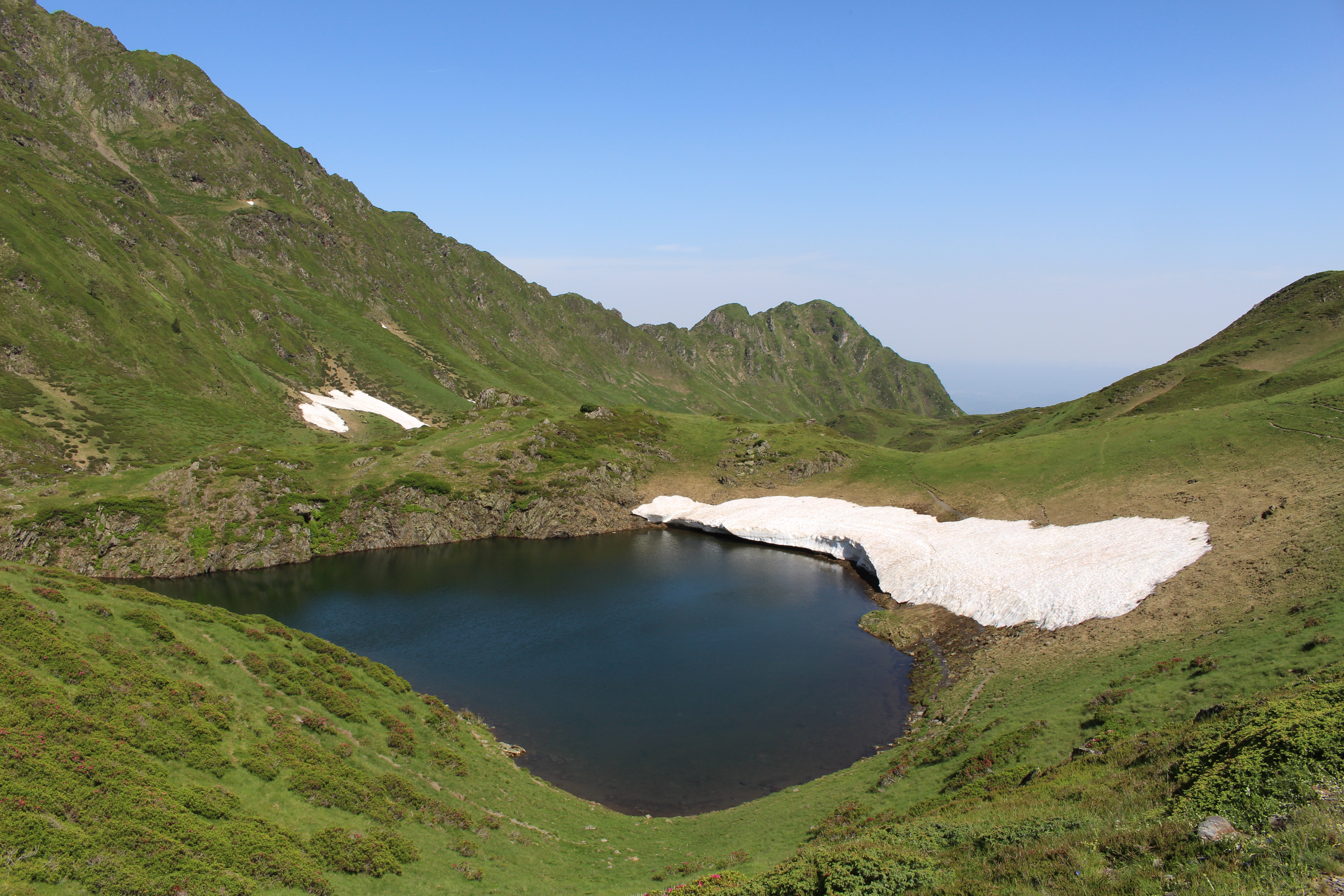
Vue du lac.